# Wasserkraftwerk Mühlbach
Das Wasserkraftwerk Mühlbach liegt in Mühlbach (Südtirol) und wird von der Eisackwerk GmbH betrieben. Ein besonderes Merkmal des Kraftwerks ist die senkrecht verlaufende Druckleitung, welche mit 440 Metern zum Zeitpunkt des Baus die längste senkrechte Druckleitung Europas war. Es wurde nach 19 Monaten Bauzeit am 22. November 2012 in Betrieb genommen. Die Jahresproduktion beträgt etwa 100 Millionen kWh.

## Geschichte
Ein erstes Kraftwerk an diesem Standort wurde 1941 erbaut und 1950 erweitert und seitdem von der staatlichen Energiegesellschaft ENEL betrieben. Charakteristisch waren die beiden Druckrohrleitungen (49 bzw. 62 bar), die mitten durch das Dorf Mühlbach verliefen. Im Jahr 2009 wurde die Konzession mittels Beschluss der Südtiroler Landesregierung an die private Eisackwerk GmbH vergeben, was in Südtirol ein Novum darstellte.

## Technische Merkmale
Das Kraftwerk besteht eigentlich aus zwei Kraftwerken (daher rührten auch die beiden Druckrohrleitungen), da das Wasser, mit dem das Kraftwerk gespeist wird, aus zwei Tälern, dem Valler Tal und dem Pfunderer Tal, kommt und auch in zwei getrennten Druckhaltebecken auf 1215 bzw. 1350 Metern Meereshöhe gesammelt wird. Das gesamte Einzugsgebiet ist rund 109 km² groß. Von den beiden Druckhaltebecken führt die neu errichtete Druckleitung 440 Meter tief in eine unterirdische Turbinenhalle, die durch einen 850 Meter langen horizontalen Tunnel vom Dorf Mühlbach her erschlossen wurde.
Eine Besonderheit stellen auch die Feinrechen an den beiden Wasserfassungen dar, da getrennte Entsandungsanlagen nicht mehr notwendig sind.